# Mezquita del sultán Murad
La mezquita del sultán Murad (en macedonio: Султан-муратовата џамија; en turco: Sultan Murat Camii; en albanés: Xhamia e Sulltan Muratit) es una mezquita de época otomana de Skopie, Macedonia del Norte. Fue construida en el siglo XV sobre el Monasterio de San Jorge, destruido cuando el comandante Pasha Yiğél Bey conquistó Skopie a Vuk Branković en 1392.

## Historia

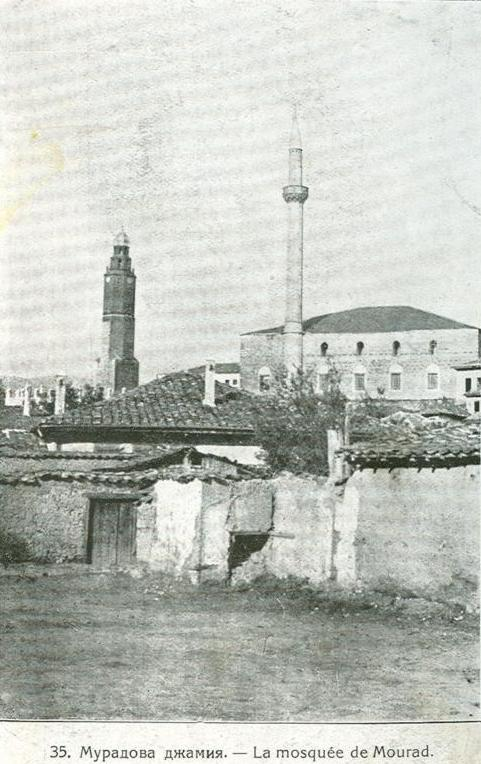

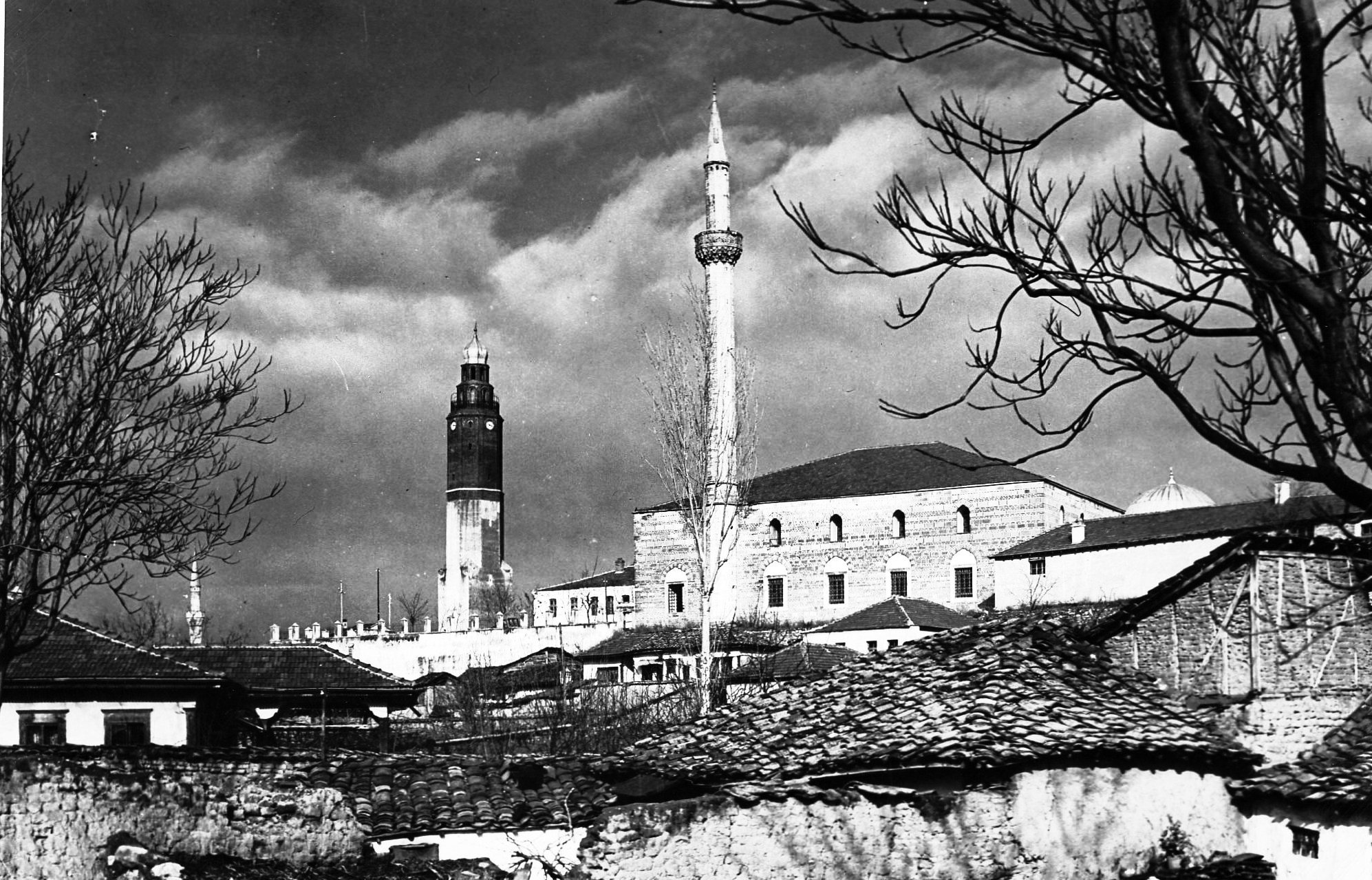
Postal de Skopie, Sultan Murat Mezquita y Torre de Reloj, 1939

Fue financiado por el propio sultán Murad II. El complejo de la mezquita, la única dotación sultana en Skopie, se encuentra en una pequeña colina en la parte central del Antiguo Bazar de Skopie. Fue quemada y destruida en varias ocasiones de su existencia, eventos y cambios referenciados en tres inscripciones sobre la entrada. La primera se debió al incendio de 1537, después del cual el sultán Solimán la reconstruyó en 1539. La segunda vez fue quemada por los ejércitos austriacos dirigidos por el líder militar Piccolomini, quien quemó toda la ciudad. Fue reconstruida tres años después por decreto de Ahmed III. La mezquita fue restaurada por última vez en 1912, por órdenes Mehmed V.
En términos arquitectónicos, en una de las mayores mezquitas de Skopie y pertenece a la arquitectura otomana de los Balcanes. Tiene planta basilical y está cubierta por un tejado a dos aguas. Este estilo es similar al de principios del estilo de Constantinopla en la arquitectura otomana. El interior está dividido en tres naves con filas de tres columnas, mientras el techo está hecho de madera plana. El mihrab data de los años 1970.
La tumba de Ali Pasha de Daguestán está situada al lado de la fachada oriental de la mezquita. Está compuesto por dos sarcófagos de piedra, lugar de enterramiento de la mujer de Ali Pasha y su hija. La tumba de Bikiy Han se ubica al sur de la mezquita. En su interior hay cinco enterramientos sin inscripciones. Con su gran monumento, la tumba de Bikiy Han es la más grande entre este tipo de edificios que han sobrevivido en Macedonia del Norte. Hay una necrópolis en el área alrededor de las dos tumbas.
La mezquita de sultán Murah se halla en un altiplano al lado de la torre de reloj. El arquitecto principal de la mezquita fue Husein de Debar. 
La mezquita tiene forma rectangular, con un pórtico que incluye cuatro columnas con capiteles decoradas, conectados con arcos.